# Varvisaari (ö i Södra Savolax)
Varvisaari är en ö i Finland. Den ligger i sjön Saimen och i kommunen Puumala i den ekonomiska regionen  S:t Michel och landskapet Södra Savolax, i den södra delen av landet, 220 km nordost om huvudstaden Helsingfors. Öns area är 33,7 hektar och dess största längd är 0,9 kilometer i nord-sydlig riktning.